# Vojvoda Yorka
Vojvoda Yorka (engl. Duke of York), plemićki naslov u britanskom perstvu. Od 15. stoljeća ovaj je naslov pri dodjeljivanju obično stjecao drugi sin britanskog monarha. Naslov je stvaran čak jedanaest puta, osam puta kao "vojvoda Yorka" i triput s dvojnim nazivom kao "vojvoda Yorka i Albanyja". Od 1461. godine kada je praunuk prvog vojvode postao kralj Edvard IV., nijedan od deset sljedećih nositelja naslova nije je prenio dalje: ili su umrli bez muških nasljednika ili su sami postali kraljevi.
Trenutačni vojvoda Yorka je princ Andrew, drugi sin kraljice Elizabete II. Andrew trenutačno nema muških nasljednika te je (od svojega razvoda iz 1996.) neoženjen.
Žena vojvode Yorka poznata je kao vojvotkinja Yorka.

## Vanjske poveznice
- vojvoda Yorka  Arhivirana inačica izvorne stranice od 19. ožujka 2008. (Wayback Machine)